# رينيه جلاتزر
رينيه جلاتزر (بالألمانية: René Glatzer)‏ هو لاعب كرة قدم نمساوي في مركز الوسط، ولد في 24 فبراير 1977 في Mödling ‏ في النمسا. لعب مع أوستريا فيينا.